# Saint-Raphaël (ort i Haiti)
Saint-Raphaël är en ort i Haiti.   Den ligger i departementet Nord, i den centrala delen av landet, 100 km norr om huvudstaden Port-au-Prince. Saint-Raphaël ligger 373 meter över havet och antalet invånare är 37 739.
Terrängen runt Saint-Raphaël är varierad. Runt Saint-Raphaël är det ganska tätbefolkat, med 222 invånare per kvadratkilometer. Saint-Raphaël är det största samhället i trakten. Trakten runt Saint-Raphaël består till största delen av jordbruksmark.